# Trierer Wallfahrt von 1844
Die Trierer Wallfahrt von 1844 war ein religiöses Großereignis des 19. Jahrhunderts und eine katholische Glaubensdemonstration. Die Veranstaltung galt als größte Massenbewegung des deutschen Vormärz. 

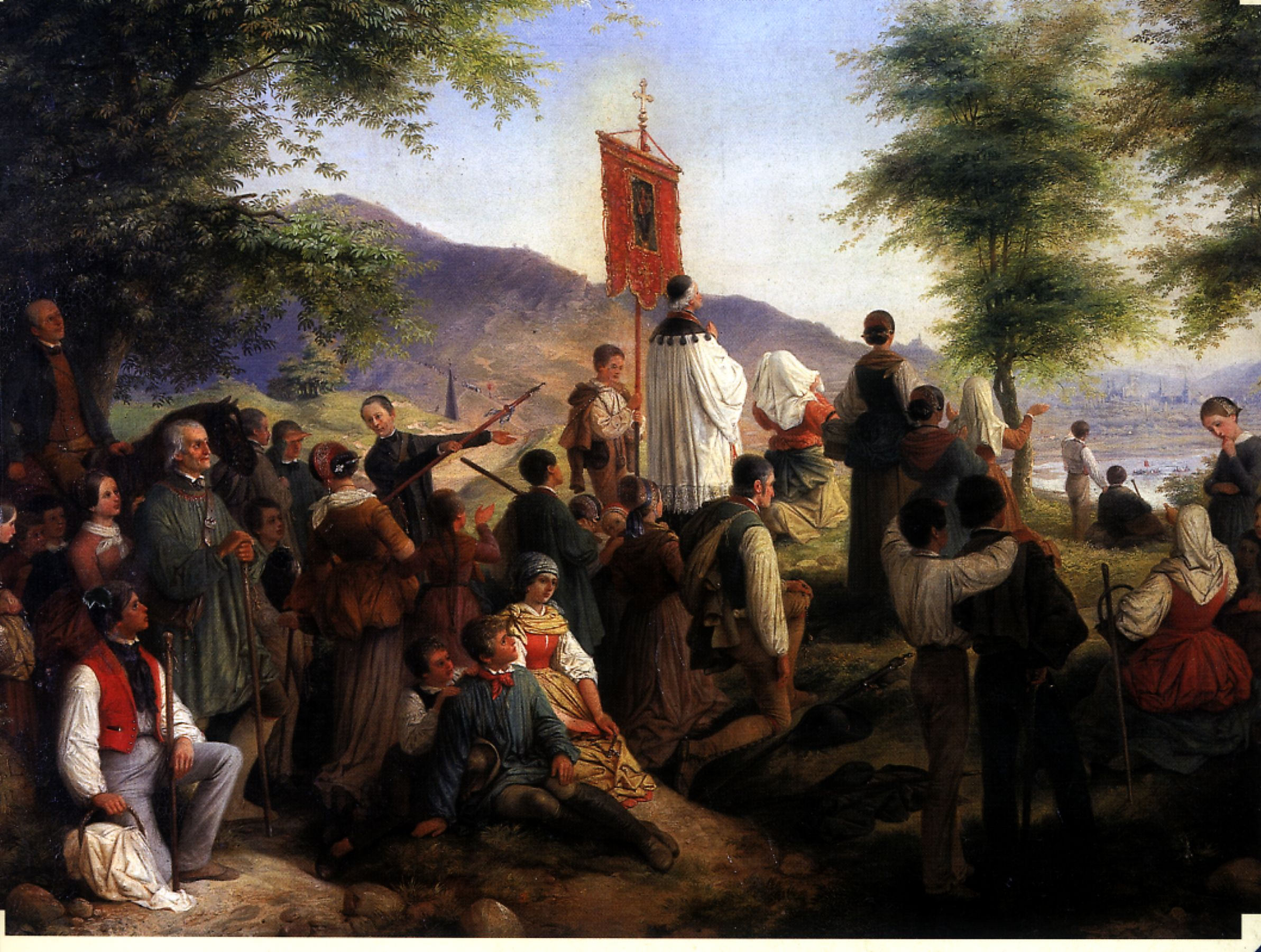
August Gustav Lasinsky 1847: Wallfahrt zur Ausstellung des Heiligen Rocks in Trier 1844. Die Pilger vor Trier kommen aus dem Maifeld und der Untermosel, erkennbar an der Tracht der Frauen, besonders hier am Tugendpfeil im Haarknoten. Er wurde vornehmlich in der Osteifel und im Raum Koblenz getragen.

## Hintergrund
Mit der Thronbesteigung Friedrich Wilhelm IV. vollzog sich in Preußen eine Änderung im Kurs der Religionspolitik. Die katholische Kirche erreichte mit den Vereinbarungen vom September 1844 bedeutende Freiheiten, für die sie jahrelang gekämpft hatte. Die neu eingerichtete „Katholische Abteilung“, die mit katholischen Beamten besetzt war, ermöglichte im Verhältnis von Kirche und Staat eine sachliche Zusammenarbeit. Die Teilnahme des Königs am Kölner Dombau-Fest war äußerer Ausdruck des veränderten Klimas. 
Ein weiterer äußerer Beweis der veränderten Bewusstseinslage war die große Pilgerfahrt nach Trier zum Heiligen Rock im Jahre 1844. Sie knüpfte an alte Traditionen des Wallfahrtwesens an, das in der Zeit der Aufklärung sowohl von staatlicher als auch von kirchlicher Seite Einschränkungen erfahren hatte. 

## Verlauf
Eine halbe Million Pilger wurde vom 18. August bis zum 6. Oktober 1844 in bemerkenswerter Disziplin nach Trier und an dem Exponat vorbei geleitet. Verehrt wurde im Heiligen Rock das Kleidungsstück, das nach Mt 27,35  bei der Kreuzigung Christi verlost und der Legende nach von Kaiserin Helena (257–330 n.C.) als Reliquie nach Trier gebracht wurde.
Der Trierer Bischof Wilhelm Arnoldi (1798–1864) hatte gegen alle Bedenken die Wallfahrt angeordnet, um die kirchliche Erneuerungsbewegung zu unterstützen und dem Geist des Rationalismus entgegenzuarbeiten. Arnoldi hatte jahrelang die Freiheit der Bischofswahl gegen die preußische Regierung streitbar verteidigt; die behördliche Genehmigung der Wallfahrt war nur unter den veränderten Verhältnissen möglich. Bereits 1842 hatte er mit dem österreichischen Kanzler Klemens Wenzel Lothar von Metternich beraten, wie man den Reliquienkult reaktivieren könne. Für ihn war die Wallfahrt ein Mittel, das „greuliche Gespenst der Revolution“ zu bannen und die katholischen Christen „gegen die hohlen Phrasen von Volksglück und Freiheit“ zu immunisieren.
Der überwiegende Teil der Wallfahrer kam aus dem Bistum Trier, viele auch aus den ehemals kurtrierischen Gebieten der Bistümer Limburg, Luxemburg, Metz und Nancy sowie den Nachbarbistümern Köln und Speyer. Die Angehörigen der Unterschichten, die noch anfällig waren für Wunderglauben und Devotionalien, stellten den Hauptteil der Pilger: Bauern, in großer Zahl die durch die preußische Zollpolitik besonders bedrängten Moselwinzer, aber auch Handwerker und kleine Gewerbetreibende. Das katholische Bürgertum hielt sich deutlich zurück.

## Rezeption
Die Wallfahrt löste heftige Kritik an der katholischen Frömmigkeitspraxis aus. Aufgeklärte Christen beiderlei Konfession spotteten über die Leichtgläubigkeit der Katholiken. Eines der populärsten demokratischen Volkslieder des 19. Jahrhunderts, Freifrau von Droste-Vischering, macht sich über katholische Frömmigkeit lustig. Autor des Spottlieds war der Berliner Schriftsteller Rudolf Löwenstein (1819–1891), der spätere Herausgeber der satirischen Zeitschrift Kladderadatsch. Er greift den mit dem Heiligen Rock verbundenen Wunderglauben auf. Die Familie Droste-Vischering verkörpert in dem Lied offenbar das konservativ-katholische Milieu des Münsterlandes. Angeblich war Johanna von Droste zu Vischering (Großnichte von Clemens August Droste zu Vischering) bei ihrer Wallfahrt zum Heiligen Rock am 30. August 1844 von ihren körperlichen Gebrechen geheilt worden. Für Friedrich Engels zählte das Lied zu den „beiden besten politischen Volksliedern seit dem 16. Jahrhundert“. Den politischen Gehalt gewann das Lied vor dem Hintergrund des kulturellen Streits zwischen dem preußischen Protestantismus und dem Katholizismus in den westlichen Landesteilen Preußens.
Der katholische Priester Johannes Ronge empörte sich öffentlich, die Wallfahrt sei eine bewusste Täuschung ungebildeter und einkommensschwacher Menschen, denen bei der Reise ungerechtfertigte Entbehrungen abverlangt würden, das von ihnen kassierte Opfergeld sei ein Geschäft mit dem Aberglauben. An die Adresse Arnoldis gewandt schrieb Ronge:

„Denn wissen Sie nicht – als Bischof müssen Sie es wissen –, dass der Stifter der christlichen Religion seinen Jüngern und Nachfolgern nicht seinen Rock, sondern seinen Geist hinterließ?“

Für diese Äußerungen wurde Ronge exkommuniziert. Die Trierer Wallfahrt wurde so zum Kristallisationskern des Deutschkatholizismus, einer aufklärungsaffinen und anti-ultramontanistischen Bewegung.